# Gylte tjärn
Gylte tjärn är en sjö i Falkenbergs kommun i Halland och ingår i Ätrans huvudavrinningsområde.